# Running on Faith
Running on Faith ist ein Rocksong, der von Jerry Lynn Williams vor 1986 geschrieben und unter anderem 1989 auf Eric Claptons Album Journeyman veröffentlicht wurde. 1991 erschien der Song auf dem Live-Album 24 Nights und 1992 eine Akustik-Version auf dem Album Unplugged. Außerdem erscheint das Lied auf den Kompilationalben Complete Clapton und Clapton Chronicles: The Best of Eric Clapton.
Der Song steht im Original in der Tonart G-Dur. Clapton spielt das erste Solo auf der 24 Nights-Version ebenfalls in G-Dur, wechselt im zweiten Solo aber zwischen G-Dur und G-Moll. Die Unplugged-Aufnahme des balladenhaften Songs spielt Clapton auf einem in Open-G gestimmten Dobro mit Slidetechnik. 2009 spielte Clapton nochmal die Akustik-Interpretation des Stückes während seiner Japan-Tournee mit normal gestimmter Gitarre.
Kritiker Matthew Greenwald von der Musik-Website Allmusic beschrieb den Song als ein „oft übersehenes Meisterwerk aus dem Kassenschlager Journeyman.“ Claptons bluesiger Gesang, umgeben von einer perfekten Melodie und das absichtlich einfach gehaltene Arrangement seien exzellent. Running on Faith erreichte 1993 Platz 15 der Mainstream-Rock-Charts und platzierte sich auf Rang 28 in den Adult-Contemporary-Charts.